# Ancyloscelis gigas
Ancyloscelis gigas är en biart som beskrevs av Heinrich Friese 1904. Ancyloscelis gigas ingår i släktet Ancyloscelis och familjen långtungebin. Inga underarter finns listade i Catalogue of Life.